# Richard Browning (inventor)
Richard Browning es un inventor, empresario y orador inglés. Fundó Gravity Industries Ltd en marzo de 2017, la compañía detrás del Daedalus Mark 1, un jet pack que utiliza varios motores a reacción en miniatura para lograr un vuelo vertical. Logró una velocidad de 136,89 km / h (85,06 millas por hora) con el traje durante un intento de récord mundial Guinness por "la velocidad más rápida en un traje con motor a reacción controlado por el cuerpo".
Browning ha sido apodado el "Iron Man de la vida real" por los medios de comunicación de todo el mundo. 
Browning es un corredor de ultramaratones y ex reservista de la Marina Real. Enfrentó críticas de conservacionistas por un truco cerca de Durdle Door durante septiembre de 2020.